# Thalassopterus
Thalassopterus is een geslacht van weekdieren uit de klasse van de Gastropoda (slakken).

## Soort
- Thalassopterus zancleus Kwietniewski, 1910